# Polydesmus brachydesmoides
Polydesmus brachydesmoides är en mångfotingart som beskrevs av Ceuca 1966. Polydesmus brachydesmoides ingår i släktet Polydesmus och familjen plattdubbelfotingar. Inga underarter finns listade i Catalogue of Life.